# 田村善之
田村 善之（たむら よしゆき、1963年9月9日 - ）は、日本の法学者。専門は知的財産法。北海道大学教授を経て、東京大学教授。2003年から21世紀COEプログラム拠点リーダー、2008年からグローバルCOEプログラム「多元分散型統御を目指す新世代法政策学」拠点リーダー。

## 略歴
- 1987年 東京大学法学部卒業
- 1987年 東京大学法学部助手
- 1990年 北海道大学法学部助教授
- 1999年 北海道大学法学部教授
- 2000年 北海道大学大学院法学研究科教授
- 2019年 東京大学大学院法学政治学研究科教授[1]

## 主要著書[2]
- 『プラクティス知的財産法Ⅰ特許法』（共著）（信山社・2020年）
- 『知的財産法の理論』（有斐閣・2019）
- 『ロジスティクス知的財産法Ⅱ著作権法』（共著）（信山社・2014年）
- 『ロジスティクス知的財産法Ⅰ特許法』（共著）（信山社・2012年）
- 『ライブ講義知的財産法』（弘文堂・2012年）
- 『知的財産法（第5版）』（有斐閣、2010年）
- 『特許法の理論』（有斐閣、2009年）
- 『特許判例ガイド（第3版）』（共著）（有斐閣、2005年）
- 『知的財産権と損害賠償（新版）』（弘文堂、2004年）
- 『不正競争法概説（第2版）』（有斐閣、2003年）
- 『市場・自由・知的財産』（有斐閣、2003年）
- 『著作権法概説（第2版）』（有斐閣、2001年）
- 『商標法概説（第2版）』（弘文堂、2000年）
- 『競争法の思考形式』（有斐閣・1999年）
- 『機能的知的財産法の理論』（信山社・1996年）

## 社会的活動
- 産業構造審議会知的財産分科会意匠制度小委員会委員長[1]
- 産業構造審議会知的財産分科会商標制度小委員会委員長[1]

- 日本弁理士会外部常議員[3]
- 日本弁理士会中央知的財産研究所　会員外研究員[4]